# Судити по совісті
Судити по совісті (також Просто помилувати) (англ. Just Mercy) — американський юридичний драматичний фільм 2019 року режисера Дестіна Деніела Креттона з Майклом Б. Джорданом, Джеймі Фоксом, Робом Морганом, Тімом Блейком Нельсоном, Рейфом Спаллом і Брі Ларсон у головних ролях. У ньому розповідається справжня історія Волтера Мак-Мілліана, який за допомогою молодого адвоката Браяна Стівенсона оскаржував своє звинувачення у вбивстві. Фільм заснований на однойменних мемуарах, написаних Стівенсоном.
Світова прем'єра стрічки відбулась на Міжнародному кінофестивалі в Торонто 6 вересня 2019 року, в кінотеатрах показ розпочався 25 грудня 2019 року за сприяння Warner Bros. Фільм отримав схвальні відгуки критиків, а за свою гру Фокс отримав номінацію на 26-й премії «Гільдія кіноакторів» за найкращу чоловічу роль другого плану.

## Сюжет
В 1989 році молодий юрист, випускник Гарвардського університету Браян Стівенсон вирушає до Алабами, маючи надію стати борцем за права бідних людей, що не мають грошей на пристойний юридичний захист. Там, разом із місцевою активісткою Євою Енслі вони засновують громадську організацію "Ініціативу рівного правосуддя". Відвідуючи місцеву в'язницю, Браян зустрічається з в'язнями, яких засуджено до страти, де серед інших зустрічає Волтера Мак-Мілліана на прізвисько "Джонні Д". Мак-Мілліан чорний чоловік із бідного району, якого засуджено до страти за вбивство білої вісімнадцятирічної дівчини Ронди Моррісон. Вивчаючи справу Джонні Д, Стівенсон дізнається, що всі обвинувачення тримаються на вкрай суперечливих показаннях звинуваченого у вбивстві злочинця Ральфа Маєрса, який надав їх в обмін на пом'якшення покарання.
Першим кроком Стівенсона було звернення по допомогу до окружного прокурору Томмі Чепмана, який відповів відмовою навіть не переглянувши матеріалів звернення. Потім Стівенсон спробував отримати свідчення друга сім'ї Мак-Мілліана Дарнелла Х'юстона, які спростували б показання свідка, що частково підтверджували показання Маєрса та призвело б до необґрунтованості позиції обвинувачення. Однак, після долучення свідчень Х'юстона до матеріалів справи, його самого заарештовують за надання неправдивих свідчень. Стівенсон домагається зняття цих обвинувачень, однак Дарнелл, побоюючись за себе, відмовляється свідчити в суді.
Стівенсон організовує зустріч у в'язниці з Маєрсом, який підтверджує, що надав неправдиві свідчень через тиск, що чинився на нього. Стівенсон подає клопотання до місцевого суду про перегляд справи та під час судового засідання отримує нові свідчення Маєрса, в яких він спростовує всі свої попередні свідчення щодо Мак-Мілліана. Незважаючи на це, суддя відхиляє клопотання про перегляд справи. Стівенсон шукає підтримки громадськості для Мак-Мілліана, виступаючи у телепередачі "60 хвилин", та подає клопотання про перегляд справи до Вищого суду штату Алабама. Вищий суд задовольняє клопотання та призначає нові слухання по справі. Стівенсон приїжджає до Чепмана додому із закликом підтримати зняття обвинувачень з Мак-Мілліана, однак той зухвало проганяє його. Після промови Стівенсона під час перегляду справи, Чепман все ж таки підтримує його подання про зняття обвинувачень і Мак-Мілліана звільняють.   
В епілозі зазначається, що Стівенсон та Енслі й до сьогодні продовжують свою боротьбу за чесне правосуддя. Мак-Мілліан та Стівенсон залишались друзями до смерті першого в 2013 році. Подальше розслідування у справі про вбивство Моррісон підтвердило невинуватість Мак-Мілліана та прийшло до висновку, що імовірним вбивцею був невстановлений білий чоловік. Справа залишається не розкритою. Колишній співкамерник Мак-Мілліана Ентоні Рей Гінтон, залишався на лаві смертників 28 років до того, як Стівенсон домігся зняття з нього обвинувачень  та вийшов на волю в 2015 році.

## У ролях
| Актор                 | Роль              |
| --------------------- | ----------------- |
| Майкл Б. Джордан      | Браян Стівенсон   |
| Джеймі Фокс           | Волтер Мак-Мілан  |
| Брі Ларсон            | Єва Енслі         |
| Майкл Гардінг         | Шериф Тейт        |
| Роб Морган            | Герберт Річардсон |
| Тім Блейк Нельсон     | Ральф Маєрс       |
| Рейф Сполл            | Томмі Чемпен      |
| О'Ши Джексон-молодший | Ентоні Рей Гінтон |
| Ліндсі Ейліфф         | суддя Фостер      |
| Сі-Джей Ле Бланк      | Джон Мак-Міллан   |
| Рон Клінтон Сміт      | Вудров Ікнер      |
| Домінік Богарт        | Даг Енслі         |
| Гейс Меркюр           | Джеремі           |
| Керен Кендрік         | Мінні Мак-Міллан  |
| Кірк Бовілл           | Девід Вокер       |
| Теренс Роузмор        | Джиммі            |
| Даррелл Бріт-Гібсон   | Дарнелл Г'юстон   |

## Виробництво
Розробка почалася у 2015 році, коли компанія Broad Green Productions найняла Дестіна Деніела Креттона як режисера, а Майкл Б. Джордан отримав головну роль. У грудні 2017 року Warner Bros. придбала права на розповсюдження фільму, після чого компанія Green Green Productions збанкрутувала. У липні 2018 року до акторського складу приєднався Джеймі Фокс. У серпні 2018 року ролі отримали Брі Ларсон, О'Шей Джексон-молодший і Тім Блейк Нельсон, а до 30 серпня зйомки розпочалися в Монтгомері, штат Алабама. У жовтні 2018 року до акторського складу приєдналися Домінік Богарт, Гейс Меркюр і Керен Кендрік.

## Випуск
Світова прем'єра відбулась 6 вересня 2019 року на Міжнародному кінофестивалі в Торонто. Обмежений реліз фільму відбувся 25 грудня 2019 року, широкий прокат розпочався 10 січня 2020 року у США, в Україні — з 16 січня 2020 року.

## Сприйняття

### Касові збори
У перший день обмеженого випуску, у чотирьох кінотеатрах, фільм зібрав 81 072 доларів. У перші вихідні касові збори склали 105 000 доларів (усього 228 072 доларів за 5 днів).

### Критика
На сайті Rotten Tomatoes рейтинг стрічки становить 81 %, заснований на 124 оглядах, з середньою оцінкою 6,95 / 10. У консенсусі сайту зазначено: «„Судити по совісті“ драматизує несправедливість реального життя сильною акторською грою, твердою режисерською рукою та достатньою актуальністю, щоб подолати певний ступінь серйозності правозахисту». На Metacritic середньозважена оцінка 68 зі 100 на основі 34 відгуків критиків, що свідчить про «загалом сприятливі відгуки». Глядачі, опитані CinemaScore, дали фільму рідкісну оцінку «A +».

### Номінації та нагороди
| Нагороди та номінації фільму «Судити по совісті» | Нагороди та номінації фільму «Судити по совісті» | Нагороди та номінації фільму «Судити по совісті» | Нагороди та номінації фільму «Судити по совісті» | Нагороди та номінації фільму «Судити по совісті» | Нагороди та номінації фільму «Судити по совісті» |
| Рік                                              | Кінофестиваль/кінопремія                         | Категорія/нагорода                               | Номінант                                         | Результат                                        |                                                  |
| ------------------------------------------------ | ------------------------------------------------ | ------------------------------------------------ | ------------------------------------------------ | ------------------------------------------------ | ------------------------------------------------ |
| 2019                                             | Асоціація кінокритиків афроамериканців           | Найкращий актор другого плану                    | Джеймі Фокс                                      | Перемога                                         |                                                  |
| 2019                                             | Асоціація кінокритиків афроамериканців           | Топ 10 фільмів                                   | «Судити по совісті»                              | Перемога                                         |                                                  |
| 2019                                             | Національна рада кінокритиків США                | Премія за свободу вираження думок                | «Судити по совісті»                              | Перемога                                         |                                                  |

## Цікаві факти
- У романі Гарпер Лі Убити пересмішника, музей якої пропонують відвідати головному герою фільма Браяну Стівенсону, місцевий шериф також має прізвище Тейт.